# Поколения (мифология)

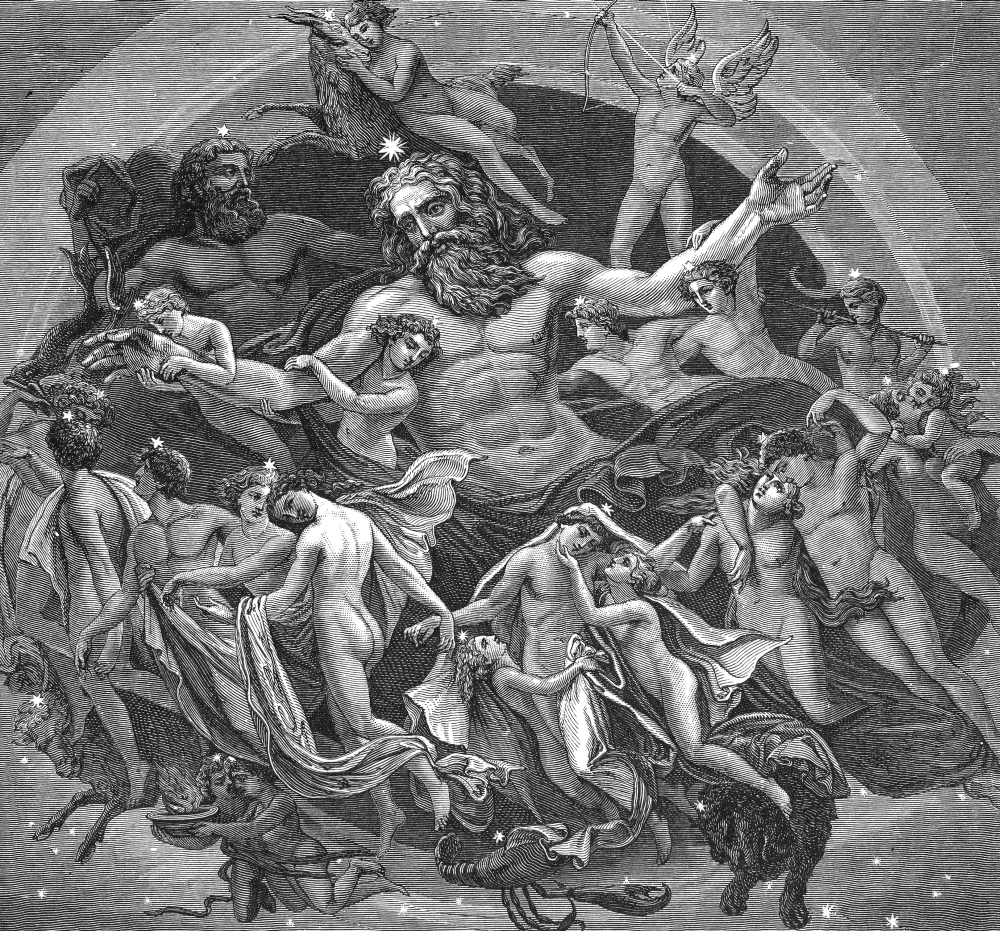
Уран, Карл Фридрих Шинкель

Поколения — в мифологии способ организации представлений о времени, персонажах пантеона и героях сакральной истории; включают категории поколений богов, восходящих к первому существу или паре существ; поколений людей; и промежуточных поколений — чудовища, карлики, великаны и др.
Великаны могут включаться в поколения богов. Например, в греческой мифологии титаны предшествовали богам, входящим в актуальный пантеон. Титаны были рождены землёй Геей и небом Ураном — шесть братьев и шесть сестёр-титанид. Они вступили в брак между собой и породили новое божественное поколение. Поколения богов могут соответствовать поколениям людей: золотой век в греческой мифологии называется веком Кроноса. Идея смены поколений присуща развитым пантеонам и отчасти является способом упорядочить разросшуюся мифологическую систему, представленную различными вариантами. Варианты одного мифа могут соотноситься с разными поколениями богов. Так, Афродита Урания и Афродита Пандемос разделены двумя поколениями. Божественные поколения, как правило, сменяются насильственным путём. В греческой и хурритской павшим, старшим, поколением богов производится новое чудовище с целью мести победившему новому поколению: Реей был рождён Тифон, Кумарби — Улликумме. Близкие мотивы имелись в мифологиях таких народов, как хетты, шумеро-аккадцы, финикийцы. В сказании северо-западных индейцев-тлинкито, персонажем которого является героическое детство Ворона (Йеля), представлена мифологическая разработка представлений о поколениях. Так, Молодой Ворон, Йель, культурный герой — трикстер борется против старого Ворона с истоков реки Насс, что понимается как месть старику, который, боясь инцеста, убил собственных племянников и наследников. В этом сюжете отражена борьба космоса и хаоса — всемирного потопа, который наслал старый Ворон, а также преодоление смерти и успешное выполнение необходимых для инициации испытаний.
Мифологическая традиция повторяет идею смены поколений в мире людей, сменяющих различных предшествующих существ. Смена человеческих поколений обычно сопровождается деградацией, иногда меняются условия их существования. Примером является смена пяти веков в греческом мифе. Отражением представлений о мифологических поколениях являются развитые генеалогии мифологических людей — героев, в которых отношения между людьми упорядочены по образу божественного пантеона, а также перечни поколений, открывающие тексты эпических, например, «Шахнаме», или исторических, летописных и хроникальных, сводов.
В различных мифологиях первая пара людей часто считается родоначальниками ряда семей, кланов предков, которые обычно становятся предками-эпонимами племён и групп внутри племени. Нередко они рассматриваются как прародители ряда поколений предков, которые связаны с конкретной эпохой возникновения человечества. В роли предков нередко фигурируют племена антропоморфных существ, живших в мифическое время, таких как нарты. Часто они понимаются в качестве предшествующего поколения богов или людей, первого народа. Они характеризуются долголетием, воинственностью и другими особенностями, обладают тератологическими чертами, двуполостью, едят табуированную пищу и др. Они связаны с хаосом, и обычно считается, что они погибли или заняли маргинальное положение. Этот первый народ часто имеет роль культурного героя, например, андумбулу в мифологии догонов.